# カムィ焼
カムィ焼（かむぃやき、かむいやき）とは、鹿児島県の奄美群島徳之島で11世紀から14世紀にかけて作られていた陶器の名称である。
考古学の文脈では「南島系陶質土器」とも呼ばれる。

## 発見史
南九州と、石垣島までの南西諸島一帯のグスク跡を中心とした遺跡の発掘調査で、本土の須恵器に似た「類須恵器」と称される陶器が出土していたが、その生産地は不明のままであった。
1983年（昭和58年）、徳之島伊仙町阿三の亀焼地区で溜池造成の工事中に窯跡が発見され、地元方言で甕や壷を「カムィ」、亀焼を「カムィヤキ」と発音することからこの陶器の名称に採用された。
発見は2007年（平成19年）、「徳之島カムィヤキ陶器窯跡」として国の史跡に指定された。

## 概要
奄美徳之島方言での発音を表記すればやはり「カムィ」となる（カメとカムイの中間というわけでもない）。一般の名称としては「カムイ」と発音しても問題は無い。「ムィ」の発音は、正確には音声記号で[mɪ̈]と表される中舌母音の表記法の一つで、[mui]などの二重母音ではなくムとメの中間のようなあいまいな単母音の音節である。瓶(かめ)が訛った音に相当する。
陶器は、材質は硬く、表面は青灰色、陶土は赤褐色を呈する。器種は壺を中心として甕、鉢、碗、水注が見られ、ヘラ描波状文が施されているのが特徴である。器種や形は日本本土の陶器と同様であるが、こうした製作技法は朝鮮半島系無釉陶器に類似し、その関連と伝播が推測されている（後述）。

### 経緯
これらの遺跡からは、中国産陶磁器や、長崎県西彼杵半島産の滑石製石鍋がともに出土することが多い。この出土品の年代と、中国産磁器の形をまねたカムィ焼製品があり、そのモデルとなった磁器の生産年代から、11世紀後半に生産が始まり14世紀前半に終わったものと考えられている。
それぞれの主な用途としては、カムィ焼が貯蔵容器、石鍋が調理器具、中国産磁器が食器である。

### 考古学
グスク時代より前の奄美、沖縄、先島は、前述のように出土品から大和との交易が主体であり、主要交易品は奄美以南に産出するヤコウガイであり、これを大和（日本）が加工して螺鈿細工として中国と交易していた。前述の肥前産の石鍋はヤコウガイと取引されたと見られる（「貝の道」）。
カムィ焼と石鍋は奄美、沖縄から先島まで遺跡出土品として大きな広がりを見せており、これらの文化がグスク時代の基盤になったと考えられている。なお、カムィ焼の流通北限はトカラ列島南部と考えられている（肥前産石鍋は琉球弧を含む日本全国）。

### 終焉へ
生産の終焉については、琉球との交易の活発化で中国産磁器との競争に敗れた、琉球勢力に征服を受けたなど、諸説ある。（後述）

### その他
近年、発掘調査された喜界島の城久遺跡群との関連が注目されている。

## 高麗陶工説

### 背景
10世紀頃、日宋貿易において宋との交易通貨となっていた東北の金の供給が滞ったため、その代替として九州から朝廷へと献上される貢祖品を当てる事となり、太宰府が受領などを通じてその徴収に当たった。なおこの頃、997年（長徳3年）に長徳の入寇（新羅の入寇の一）があり、高麗のほか「南蛮の賊、奄美島人」が汎く九州に入寇、襲撃しており、翌長徳4年（998年）には太宰府から喜界島（城久遺跡）に対し反乱を起こした南蛮人（奄美大島）を征伐する命が下りているが、これは太宰府の徴税、統制強化に対する反乱とも考えられている。
11世紀頃、日本の朝廷と高麗との間には正式な国交がなかったが、この頃から九州の太宰府が非公式に高麗との貿易を始めている。これは逆に言えば、1080年（承暦4年頃）の太宰府解に『商人の高麗に往反するは，古今の例也』とあるとおり、朝廷がこれを統制しなかったと言う事でもある。また畿内の仏門も有形無形の文化的交流を高麗と持っていた。太宰府側は対馬、壱岐や九州の豪族名主の許可書の元、高麗、李氏朝鮮と交易を行っていた。
本土（九州）とのヤコウガイ交易（「貝の道」）は古代から続いており、隣の奄美大島でも遺跡から中国との交易品が出土しており、また同じく隣の喜界島城久遺跡からも琉球弧に共通した出土品が確認されている。喜界島が太宰府と南島（琉球弧）との間の交易の中継点になっていたとする。これと、太宰府からの日宋・高麗貿易ルートとの接続があったと考えられている。

### 高麗陶工
中村翼、荒野泰典らは、徳之島で生産されたカムィ焼が、その成形方法や紋様、釉彩などが当時の日本陶器には類例がなく、高麗無釉陶器に類似すること、また徳之島で発掘された地下式の穴窯跡が韓国の京畿道や忠清南道で発見されたものと類似することから、高麗の陶工が現地に入り生産に関与した事を確実視している。また中村らは、高麗人が徳之島に入った想定理由として、前述の太宰府 - 喜界島 - 南島（徳之島ほか）の交易ルートおよび日麗貿易・日朝貿易の交易ルートの接続を挙げている。
ただし、カムィ焼生産の終焉の理由や、高麗人陶工のその後については解明されていない。